# How to Be a Complete Bastard
How to Be a Complete Bastard è un videogioco di avventura dinamica pubblicato nel 1987 per Amstrad CPC, Commodore 64 e ZX Spectrum dalla Virgin Games. Nel gioco si impersona un "completo bastardo" che irrompe in una festa privata di yuppie con l'obiettivo di essere volgare e offensivo fino a far fuggire tutti gli invitati.
Si basa su un omonimo libro comico del 1986 scritto da Adrian Edmondson e altri (ISBN 086369182X), a sua volta basato sul personaggio interpretato da Edmondson nella sitcom britannica The Young Ones.

## Modalità di gioco
Il protagonista si aggira tra le varie stanze della casa in cui si svolge la festa, nelle quali circolano anche i vari invitati.
La parte principale della schermata di gioco mostra due visuali della stanza attuale, in due riquadri posti uno sopra l'altro. Entrambe sono isometriche ad altezza d'uomo, con un leggero effetto di profondità, ma da due diverse angolazioni. Ciascuna visuale può essere ruotata a piacere dal giocatore, in modo indipendente, nelle quattro direzioni cardinali.
Attorno alle visuali ci sono quattro indicatori a tacche: "pisciometro" (Weeeometer), "ubriacometro" (Drunkometer), "scorreggiometro" (Fartometer) e "puzzometro" (Smellometer). In basso appare la frase "Complete bastard", le cui lettere si accendono man mano che si riesce a eliminare gli invitati con dispetti e volgarità, ma se la mascalzonata non è abbastanza grave possono anche ritornare dopo poco tempo. L'avventura è completata quando tutta la frase è accesa, inoltre c'è la possibilità di accumulare il più possibile i "punti bastardo".
Il vario mobilio delle stanze può essere rovistato alla ricerca di oggetti utili e se ne possono trasportare al massimo due alla volta. In ogni momento si può accedere a un menù testuale, che prende temporaneamente il posto di una delle visuali, per consultare gli oggetti posseduti ed eseguire azioni specifiche. Le scelte disponibili variano a seconda delle possibilità, in base a oggetti posseduti, vicinanza di invitati, livello di ubriachezza, ecc.
In giro si possono trovare cibo e bevande illimitati, in grado di agire sui vari indicatori. Il cibo, specialmente il curry, carica lo scorreggiometro; i peti si possono sganciare a comando in proporzione alla carica disponibile. Bere aumenta il pisciometro fino a rendere necessario urinare, non necessariamente nel bagno. Alcol e caffè regolano l'ubriacometro; per effettuare alcune azioni è indispensabile essere ubriachi e per altre sobri.